# Robert Monderie
Robert Monderie né en 1948 à Rouyn-Noranda, est un réalisateur, recherchiste et scénariste québécois.

## Biographie
Robert Monderie ouvre un studio de photographie à la fin des années 1960 et en 1973, il est deuxième assistant de Gilles Carle sur le film Les corps célestes, tourné en Abitibi. 
Robert Monderie et Richard Desjardins s'associent en 1977 pour tourner ensemble leur premier documentaire, Comme des chiens en pacage, portrait sans complaisance de la ville de Rouyn, qui fête alors ses cinquante ans. Ils tournent Mouche à feu en 1983, sur les pérégrinations d'un musicien métis récemment libéré de prison.
Pendant 15 ans, Robert Monderie enseigne la photographie et le cinéma, tout en collaborant à l'Office national du film (ONF) et à Radio-Québec. Il réalise avec Richard Desjardins, le film L'Erreur boréale en 1999. Ce film sera primé au Festival international du film nature et environnement de Grenoble, au Festival international du film d'environnement de Paris, au Festival international du film environnemental Ecofilm de Lille, Prix Robert-Claude Bérubé, décerné par l'Office des communications sociales, Prix Gémeaux - Meilleur montage, Prix Jutra - Meilleur documentaire, Prix Frederick Todd, Prix Solidarité Canada-Sahel, 1999. 
Monderie réalise seul La loi de l'eau en 2001 : il sonne l'alarme à propos d'une ressource que l'on croit inépuisable, mais qui est menacée par des projets d'exploitation privée. Ce film, écrit avec la collaboration de Richard Desjardins, est narré par Julien Poulin. Tout comme les films en 2007 avec Le Peuple invisible qui dénonce la vie des Algonquins privés de leurs terres et coupés de leur culture, et en 2011 avec Trou story qui dénonce l'exploitation « éhontée » des ressources minières de leur région par les compagnies minières,.

## Filmographie
- 2011 : Trou story (coréalisé avec Richard Desjardins)[7],[8],[9]
- 2007 : Le Peuple invisible (coréalisé avec Richard Desjardins). Primé aux Jutra : Meilleur documentaire[10]
- 2001 : La Loi de l'eau
- 1999 : L'Erreur boréale (coréalisé avec Richard Desjardins)
- 1993 : On vous met dehors
- 1987 : Montréal (titre de travail), recherchiste et scénariste
- 1983 : L'Homme photographié, recherchiste et scénariste
- 1983 : Le Métal de Satan, recherchiste et scénariste
- 1983 : Noranda (coréalisé avec Daniel Corvec)
- 1982 : Les Chercheurs d'emplois
- 1977 : Comme des chiens en pacage (coréalisé avec Richard Desjardins).